# Tarentola protogigas
Espèce
Synonymes
- Tarentola rudis protogigas Joger, 1984
- Tarentola rudis hartogi Joger, 1993

Statut de conservation UICN

 LC  : Préoccupation mineure
Tarentola protogigas est une espèce de geckos de la famille des Phyllodactylidae.

## Répartition
Cette espèce est endémique des îles du Cap-Vert. Elle se rencontre sur les îles de Secos, de Brava et de Fogo.

## Liste des sous-espèces
Selon The Reptile Database (14 février 2013) :
- Tarentola protogigas hartogi Joger, 1993
- Tarentola protogigas protogigas Joger, 1984

## Taxinomie
Tarentola rudis hartogi a été élevé au rang d'espèce par Vasconcelos, Perera, Geniez, Harris & Carranza en 2012 et la sous-espèce Tarentola rudis hartogi est alors devenue une sous-espèce de cette nouvelle espèce.

## Publications originales
- Joger, 1984 : Die Radiation der Gattung Tarentola in Makaronesien. Courier Forschungsinstitut Senckenberg, vol. 71, p. 91-111.
- Joger, 1993 : On two collections of reptiles and amphibians from the Cape Verde Islands, with descriptions of three new taxa. Courier Forschungsinstitut Senckenberg, vol. 159, p. 437-444 (texte intégral).